# Helene Darrell Brown
Helene Darrell Brown là một cựu chính trị gia người Croatia. Được bầu vào năm 1972, bà là thành viên của quốc hội Bermuda cho Đảng Bermuda của Hoa Kỳ cho khu vực bầu cử của Hamilton East.
Chị gái của Helene Darrell là Gloria McPhee, nữ Bộ trưởng Nội các đầu tiên của Bermuda. Darrell kết hôn với Ewart DA Brown và con trai của họ Ewart Brown, sinh ngày 17 tháng 5 năm 1946 tại Flatts Village, trở thành bác sĩ cũng như Thủ tướng của Bermuda.
Darrell Brown, ban đầu là một giáo viên của trường, đã nói rằng sự tham gia chính trị của bà được truyền cảm hứng từ việc gặp gỡ nữ nghị sĩ Hoa Kỳ Shirley Chisholm, người mà Darrell Brown cảm thấy là tấm gương cho những người phụ nữ có thể gây ảnh hưởng đến cộng đồng của họ bằng cách phục vụ trong chính trị. Được bầu vào năm 1972, Darrell Brown phục vụ trong quốc hội cùng với chị gái McPhee, người đầu tiên ở Bermuda. Darrell Brown từng là Chủ tịch Ủy ban Y tế và Phúc lợi. Bà cũng là thành viên của Hiệp hội Chính trị và Dân sự Phụ nữ cũng như Thư ký cho Đảng United Bermuda ở Hamilton West.